# August Ahrens
August Ahrens  (Walbeck, 1779 – Hettstedt, 28 november 1841) was een Duits entomoloog, die werkzaam was in Halle. Hij bestudeerde vooral Coleoptera. In 1811 en 1812 beschreef hij in de Neue Schriften der naturforschenden Gesellschaft zu Halle verschillende voorheen onbeschreven keversoorten, waaronder Drilus concolor, Brachinus humeralis en Bembidion argenteolum. In 1830 beschreef hij in Thon's Entomologisches Archiv onder meer de soort Dyschirius angustatus.
In 1812 gaf hij het eerste deel uit van Fauna insectorum Europae, een omvangrijk overzicht van de insectenfauna van Europa, dat 24 delen zou tellen. Elk deel bestaat uit 25 platen met afbeeldingen plus de bijhorende tekst. Ahrens zelf voltooide de eerste twee delen; het tweede deel, "door oorlogsonrusten vertraagd", volgde in 1814. Vanaf deel 3 nam Ernst Friedrich Germar het werk over, aanvankelijk in samenwerking met Georg Friedrich Kaulfuss. Het laatste deel verscheen in 1847.
- Gemeinsame Normdatei: 115814647
- International Standard Name Identifier: 0000 0000 1336 3549
- Nederlandse Thesaurus van Auteursnamen: 156138298
- Système universitaire de documentation: 248229273
- Virtual International Authority File: 15506994
- WorldCat: E39PBJcr9FKXqFFFr73PTpR7pP